# Zuccagnia punctata
Zuccagnia punctata là một loài thực vật có hoa trong họ Đậu. Loài này được Cav. miêu tả khoa học đầu tiên.

## Hình ảnh

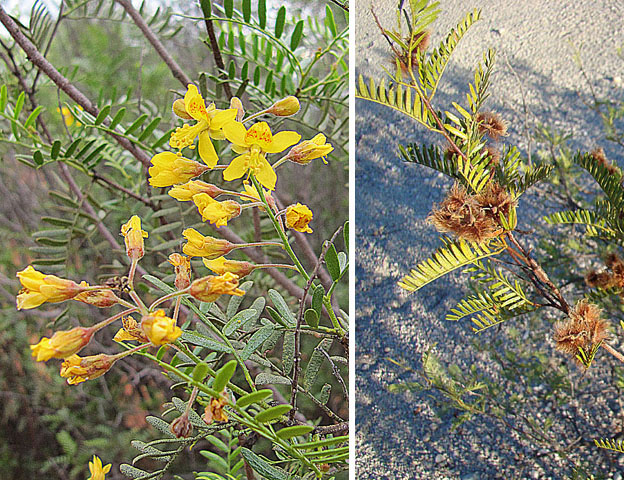